# Ptilinopus
Ptilinopus Swainson, 1825 è un genere di uccelli della famiglia dei Columbidi, che comprende circa 50 specie note comunemente come colombe frugivore o tortore beccafrutta. Queste colorate colombe sono diffuse nelle foreste e nei boschi del Sud-Est asiatico e dell'Oceania.

## Etimologia
Il nome generico Ptilinopus deriva dal greco antico ptilon "piuma" e pous, "piede".

## Descrizione
Sono colombe di piccole-medie dimensioni dai 13-15 cm della colomba frugivora nana fino ai 35-45 cm della colomba frugivora magnifica. Hanno generalmente corte code a ventaglio, il loro piumaggio è coloratissimo. Il colore più comune è il verde spesso lucido. Molte specie presentano dicromatismo sessuale cioè variazione cromatica tra i due sessi. Il maschio di solito presenta colori più accesi della femmina.

## Distribuzione e habitat
Questo genere è diffuso in Indonesia, in Nuova Guinea, nelle Filippine, in Australia e nella Polinesia.
Le specie vivono in vari tipi di foreste. Alcune specie sono limitate alle foreste primarie, come ad esempio la foresta pluviale di pianura, le foreste montane, o le foreste monsoniche, mentre altri preferiscono le foreste secondarie. Alcune specie si sono specializzate a vivere in particolari habitat, come le foreste pianeggianti costiere, le foreste di muschio di alta quota o le mangrovie. Alcune specie di colombe frugivore si trovano solo in habitat dominati da particolari piante, come gli Eucaliptus o le specie del genere Pandanus.

## Biologia
Le colombe frugivore si nutrono, come suggerisce il nome, di frutta. I frutti più importanti sono i fichi.
Ci sono sia specie solitarie sia specie gregarie, sono delle ottime volatrici. Il nido è costruito su alberi o arbusti. Probabilmente tutte le specie depongono solo un uovo per covata.

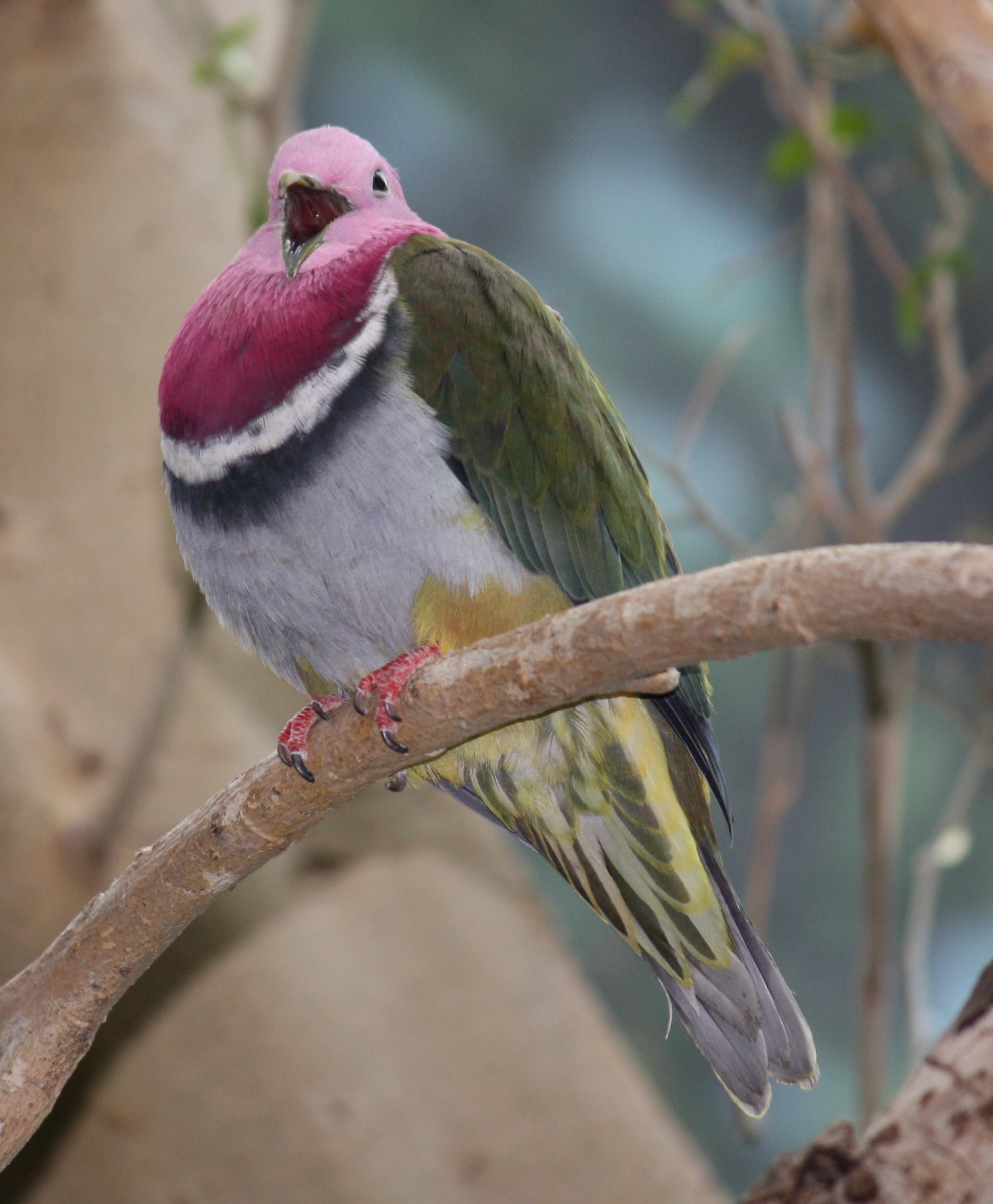
Colomba frugivora testarosa (Ptilinopus porphyreus)

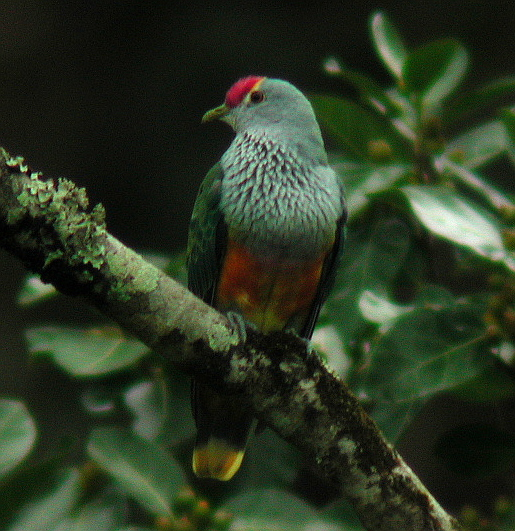
Colomba frugivora corona rosa (Ptilinopus regina)

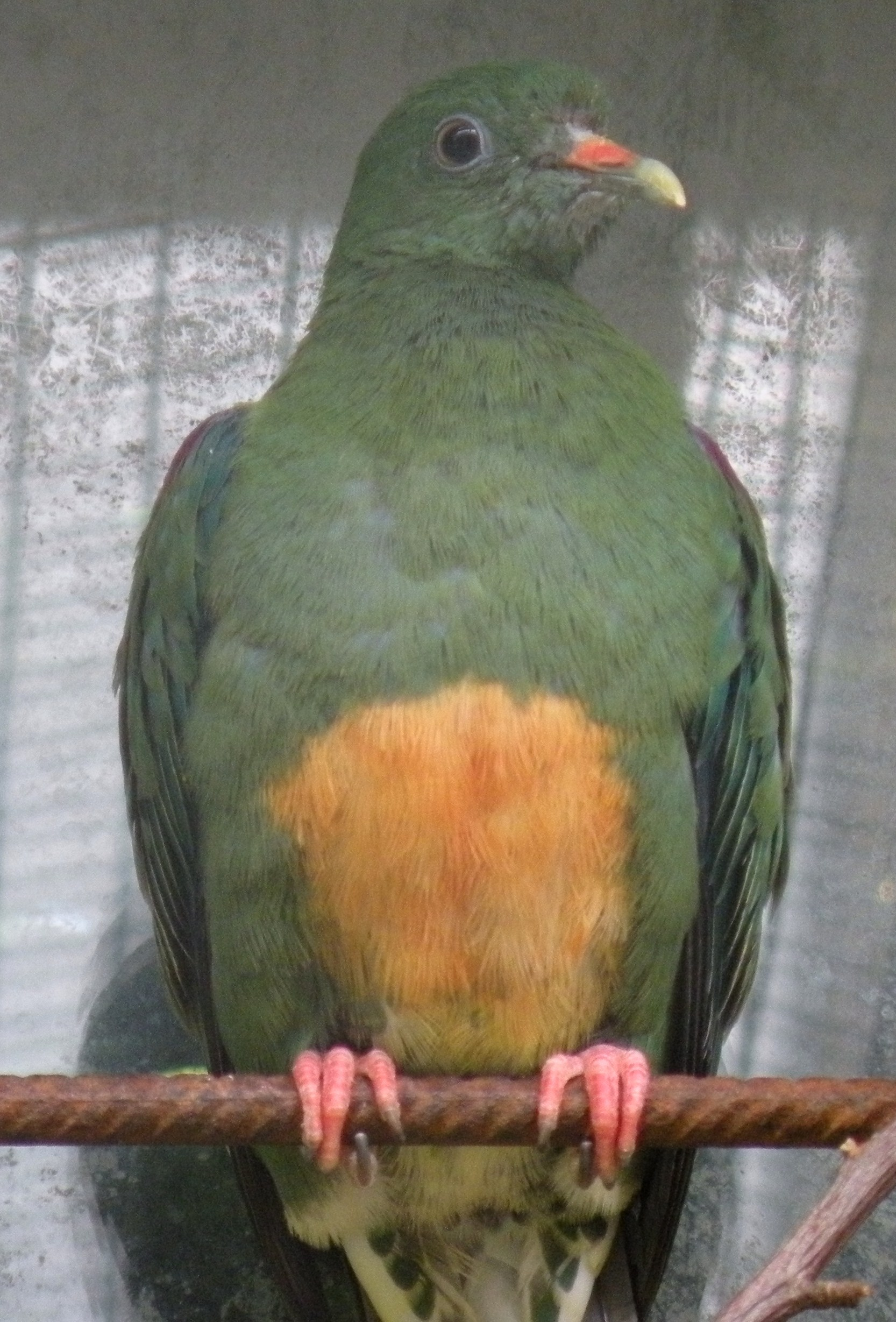
Colomba frugivora ventrearancione (Ptilinopus iozonus)

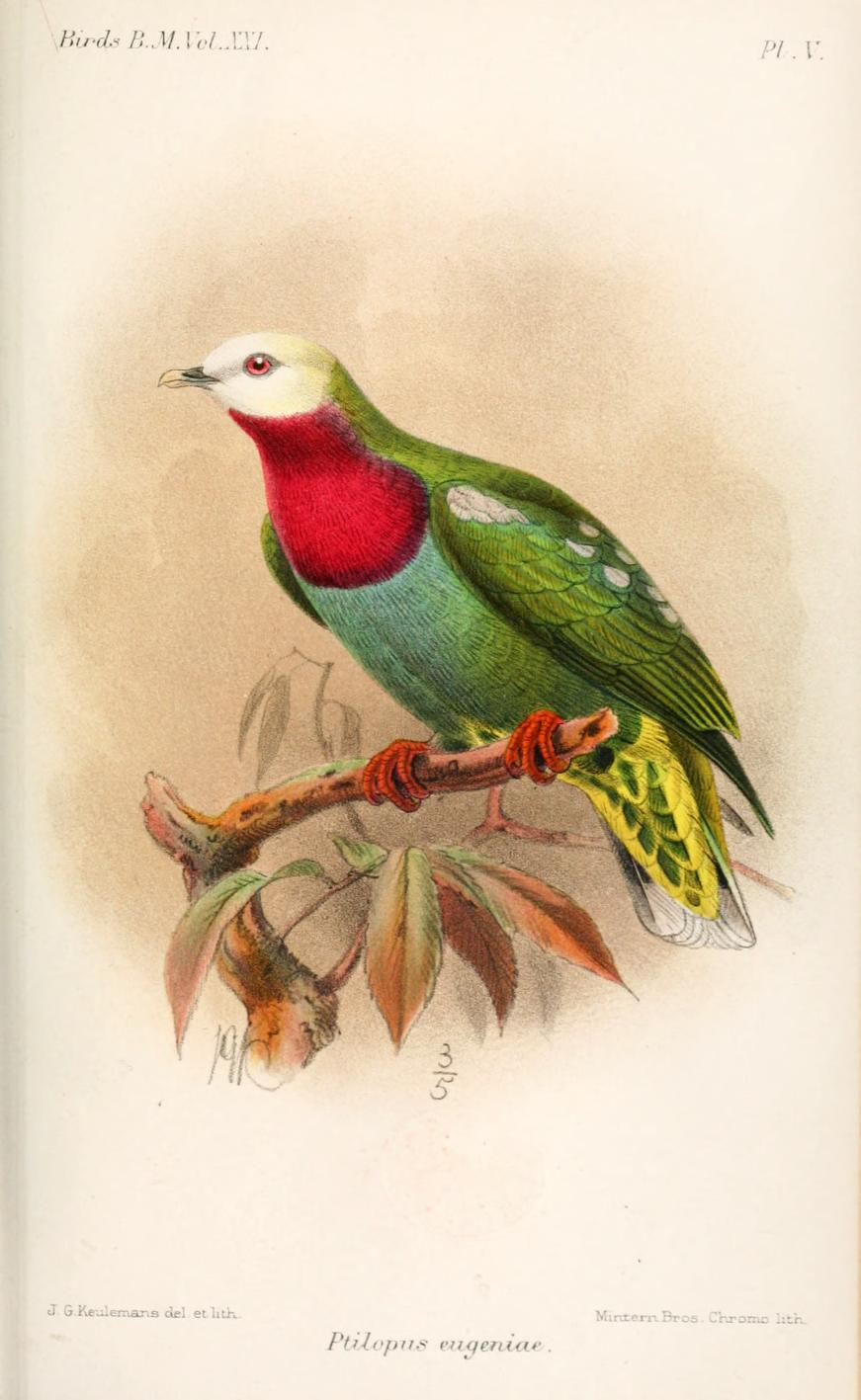
Colomba frugivora di Eugenia (Ptilinopus eugeniae)

## Tassonomia
Il genere Ptilinopus è affine al genere Ducula, da cui si differenzia per le dimensioni più piccole e il piumaggio più brillante e colorato.
Prove recenti suggeriscono che il genere Ptilinopus sia parafiletico ad Alectroenas e Drepanoptila.
Il genere Ptilinopus comprende le seguenti specie:
- Ptilinopus cinctus (Temminck, 1809) - colomba frugivora dorsonero
- Ptilinopus alligator Collett, 1898 - colomba frugivora dal collare nero
- Ptilinopus dohertyi Rothschild, 1896 - colomba frugivora nucarossa
- Ptilinopus porphyreus (Temminck, 1822) - colomba frugivora collorosa
- Ptilinopus marchei Oustalet, 1880 - colomba frugivora di Marche
- Ptilinopus merrilli (McGregor, 1916) - colomba frugivora di Merrill
- Ptilinopus occipitalis G.R.Gray, 1844 - colomba frugivora pettogiallo
- Ptilinopus fischeri Brüggemann, 1876 - colomba frugivora di Fischer
- Ptilinopus jambu (J.F.Gmelin, 1789) - colomba frugivora di Jambu
- Ptilinopus subgularis A.B.Meyer, & Wiglesworth, 1896 - colomba frugivora mentoscuro
- Ptilinopus epius (Oberholser, 1918) - colomba frugivora di Oberholser
- Ptilinopus mangoliensis Rothschild, 1898 - colomba frugivora di Sula
- Ptilinopus leclancheri (Bonaparte, 1855) - colomba frugivora di Leclancher
- Ptilinopus bernsteinii Schlegel, 1863 - colomba frugivora di Bernstein
- Ptilinopus magnificus (Temminck, 1821) - colomba frugivora magnifica
- Ptilinopus perlatus (Temminck, 1835) - colomba frugivora perlata
- Ptilinopus ornatus Schlegel, 1871 - colomba frugivora ornata
- Ptilinopus tannensis (Latham, 1790) - colomba frugivora spalleargentate
- Ptilinopus aurantiifrons G.R.Gray, 1858 - colomba frugivora frontearancio
- Ptilinopus wallacii G.R.Gray, 1858 - colomba frugivora di Wallace
- Ptilinopus superbus (Temminck, 1809) - colomba frugivora superba
- Ptilinopus perousii Peale, 1848 - colomba frugivora di Perouse
- Ptilinopus porphyraceus (Temminck, 1821) - colomba frugivora corona purpurea
- Ptilinopus ponapensis Finsch, 1878 - colomba frugivora di Ponape
- Ptilinopus hernsheimi Finsch, 1880 - colomba frugivora di Kosrae
- Ptilinopus pelewensis Hartlaub & Finsch, 1868 - colomba frugivora di Palau
- Ptilinopus rarotongensis Hartlaub & Finsch, 1871 - colomba frugivora di Raratonga
- Ptilinopus roseicapilla (Lesson, 1831) - colomba frugivora delle isole Marianne
- Ptilinopus regina Swainson, 1825 - colomba frugivora corona rosa
- Ptilinopus richardsii Ramsay, EP, 1882 - colomba frugivora corona argentata
- Ptilinopus purpuratus (Gmelin, JF, 1789) - colomba frugivora corona purpurea
- Ptilinopus chalcurus G.R.Gray, 1860 - colomba frugivora di Makatea
- Ptilinopus coralensis Peale, 1848 - colomba frugivora degli atolli
- Ptilinopus greyii Bonaparte, 1857 - colomba frugivora di Grey
- Ptilinopus huttoni Finsch, 1874 - colomba frugivora di Hutton
- Ptilinopus dupetithouarsii (Néboux, 1840) - colomba frugivora corona bianca
- Ptilinopus mercierii (Des Murs & Prévost, 1849) - colomba frugivora dai mustacchi rossi
- Ptilinopus insularis North, 1908 - colomba frugivora dell'isola di Henderson
- Ptilinopus coronulatus G.R.Gray, 1858 - colomba frugivora corona lilla
- Ptilinopus pulchellus (Temminck, 1835) - colomba frugivora bella
- Ptilinopus monacha (Temminck, 1824) - colomba frugivora corona blu
- Ptilinopus rivoli (Prévost, 1843) - colomba frugivora pettobianco
- Ptilinopus solomonensis G.R.Gray, 1870 - colomba frugivora dalla pettorina gialla
- Ptilinopus viridis (Linnaeus, 1766) - colomba frugivora dalla pettorina rossa
- Ptilinopus eugeniae (Gould, 1856) - colomba frugivora di Eugenia
- Ptilinopus iozonus G.R.Gray, 1858 - colomba frugivora ventrearancio
- Ptilinopus insolitus Schlegel, 1863 - colomba frugivora bernoccoluta
- Ptilinopus hyogastrus (Temminck, 1824) - colomba frugivora ventrepurpureo
- Ptilinopus granulifrons Hartert, 1898 - colomba frugivora caruncolata
- Ptilinopus melanospilus (Salvadori, 1875) - colomba frugivora nucanera
- Ptilinopus nainus (Temminck, 1835) - colomba frugivora nana
- Ptilinopus arcanus Ripley & Rabor, 1955 - colomba frugivora di Ripley
- Ptilinopus victor (Gould, 1872) - colomba frugivora arancio
- Ptilinopus luteovirens (Hombron & Jacquinot, 1841) - colomba frugivora dorata
- Ptilinopus layardi Elliot, 1878 - colomba frugivora di Layard

Le numerose specie di questo genere possono essere ulteriormente raggruppate per distribuzione geografica e per alcune caratteristiche comuni.
Le colombe frugivore delle Isole della Sonda e dell'Australia settentrionale, come ad esempio la colomba frugivora collorosa e la colomba frugivora dorsonero hanno la coda relativamente più lunga rispetto alle altre specie, e hanno una colorazione uniforme della testa, del collo e del petto, con una striscia nera che attraversa il ventre. Un altro gruppo è composto da alcune colombe endemiche della Nuova Guinea, delle Molucche e dell'Arcipelago di Bismarck come ad esempio la colomba frugivora caruncolata e la colomba frugivora bernoccoluta, hanno una colorazione grigia della testa o della spalla. In questo gruppo non è presente dimorfismo sessuale.
La  colomba frugivora dorata, la colomba frugivora di Layard e la colomba frugivora arancio tutte endemiche delle isole Figi e talvolta classificate in un genere proprio(Chrysoenas), hanno in comune le loro piccole dimensioni, la forma compatta, la colorazione gialla o arancione nei maschi e le piume del corpo simili a capelli. Infine le isole del Pacifico ospitano delle specie che condividono un piumaggio principalmente verde con una corona color cremisi e le piume del petto fitte.